# Cecil de Lautour
Cecil Albert de Lautour (* 1845; † 15. Dezember 1930) war ein neuseeländischer Politiker und Mitglied des Repräsentantenhauses in der Region Otago.

## Karriere
Um 1879 ließ er sich in Napier auf der Nordinsel nieder und wurde Jurist.
Von 1876 bis 1884 vertrat er den Wahlkreis Mount Ida im Repräsentantenhaus von Neuseeland. Im Juli 1884 reiste er nach Auckland und kandidierte bei der Parlamentswahl 1884 im Wahlkreis Newton. Er wurde von Thomas Peacock mit 732 Stimmen gegen 608 besiegt. Er kandidierte bei der Parlamentswahl 1893 im Wahlkreis Waiapu und wurde von James Carroll besiegt.
Er verstarb am 15. Dezember 1930.